# Molí Xic

Molí Xic

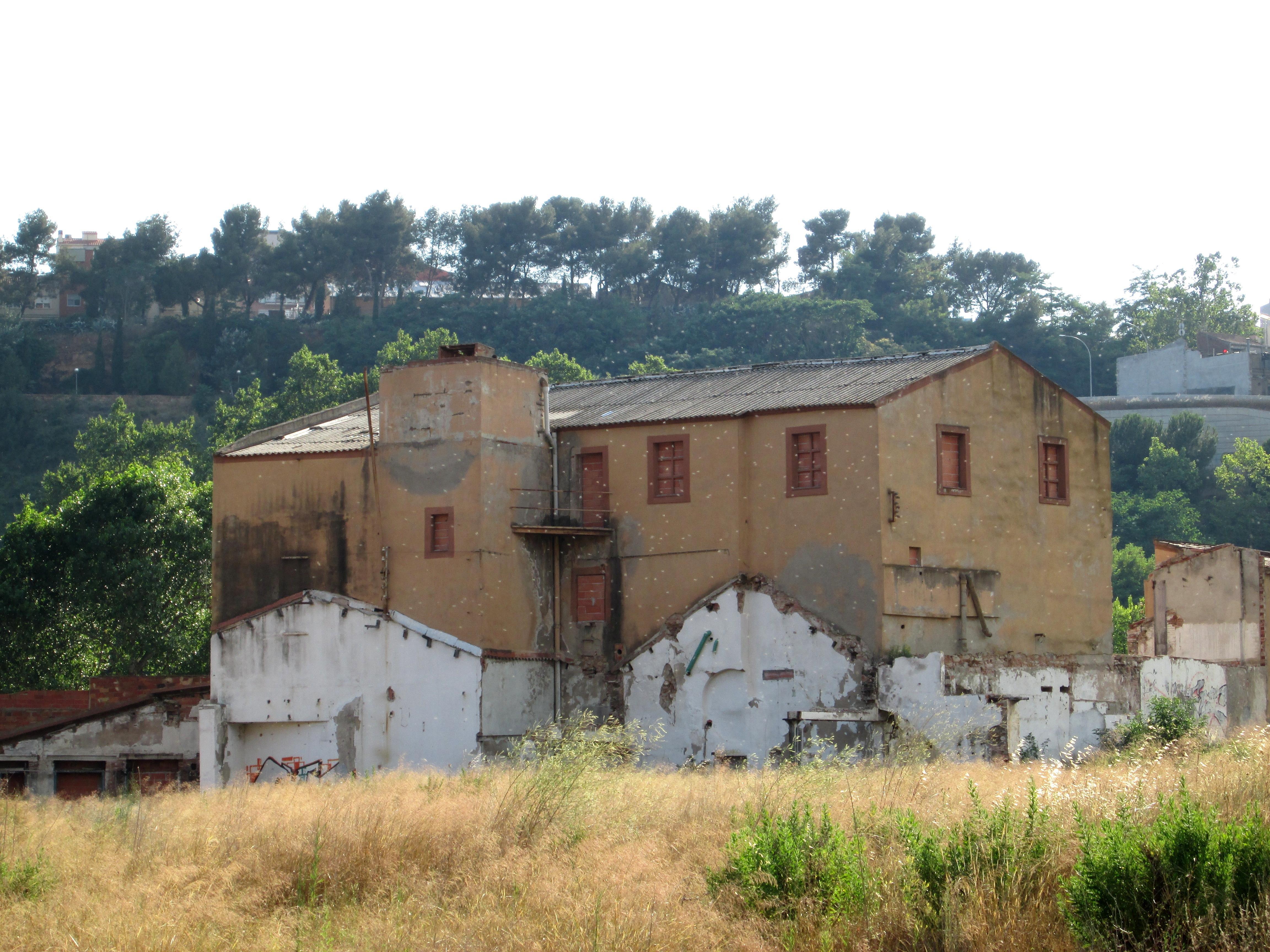
Molí Xic després de l'eliminació dels edificis annexos (vista posterior)

El molí Xic era un molí fariner medieval i paperer en època moderna de Sabadell. Abans de ser conegut com a molí Xic, successivament s'havia anomenat molí de les Nogueres, de la Segarra, d'en Deganet, d'en Vallcorba i de l'Arderius.

## Descripció
Es troba al bell mig de l'horta Major o horta Vella, uns 600 més avall del pont de la Salut. Des del segle xix aquest edifici s'ha destinat a fàbrica tèxtil, coneguda també per Ca l'Espetega i Ca l'Espantananos. Fins fa poc s'hi poden observar dues cambres amb coberta de volta on hi havia els mecanismes de l'antic molí, com també hi ha algú que recorda quan es va desmuntar la roda hidràulica que els feia moure. El cos principal de l'estructura, amb els pisos i les grans finestres, respon a l'ús paperer que va tenir el molí. La séquia passa per sota les naus de la fàbrica fins que torna a discórrer, ja a cel obert per entre els horts, cap al molí d'en Fontanet.

## Història
La primera notícia que tenim d'un molí en aquest indret és del 1240, quan els possessors del molí de les Nogueres havien de pagar 4 quarteres de blat pel dret de pas de l'aigua que venia del molí d'en Torrella. El molí de les Nogueres –l'antecessor del Xic– era un casal amb dos molins fariners. Pels volts de 1420, Bartomeu Deganet, paraire de draps de llana de Sabadell, construí un altre casal amb un molí draper, adossat al fariner. Aquest fou el segon molí draper que coneixem al terme de Sabadell, després del d'en Nuell, ara molí d'en Fontanet.
Durant els segles següents, es documenta el molí fariner de les Nogueres i el draper d'en Deganet com dos molins contigus que, des del final del segle xvi, eren de la família Vallcorba. L'any 1730, Josep Arderius, nascut a Sabadell i aleshores habitant de Ripollet, adquirí l'edifici. Poc més tard, els seus hereus el transformaren en un molí paperer.
Documentat des del segle xiii, ha estat molí fariner i paperer, però també draper, i des de mitjan XIX ha estatjat indústries tèxtils, sobretot de tints i acabats. El molí feia servir l'aigua de la séquia Monar, que partia de la resclosa del molí de l'Amat, regava l'horta de Can Puiggener, baixava cap al molí d'en Torrella, regava l'horta Vella, entrava al molí Xic i encara feia anar el molí d'en Fontanet.